# Robert Garcia (politico 1977)
Robert Julio Garcia (Lima, 2 dicembre 1977) è un politico peruviano naturalizzato statunitense, membro della Camera dei Rappresentanti per lo stato della California dal 2023.

## Biografia

### Formazione e vita privata
Nato in Perù, emigrò negli Stati Uniti all'età di cinque anni, insieme a sua madre e altri parenti. I genitori di Garcia divorziarono un paio d'anni dopo e sua madre sposò poi un altro uomo, dal quale ebbe un secondo figlio. Garcia studiò presso l'Università statale della California - Long Beach e la University of Southern California. Lavorò come addetto alle pubbliche relazioni e come docente universitario di comunicazione e politiche pubbliche.
Nel 2007 fondò il sito web Long Beach Post, che si occupava di attualità locale e sport.
Apertamente omosessuale, nel 2018 sposò il compagno Matthew Mendez, docente universitario.

### Carriera politica
Membro del Partito Democratico, nel 2009 fu eletto all'interno del consiglio comunale di Long Beach. L'anno successivo venne incluso nella lista "40 under 40" della rivista The Advocate. Nel 2012 Garcia divenne vicesindaco della città.

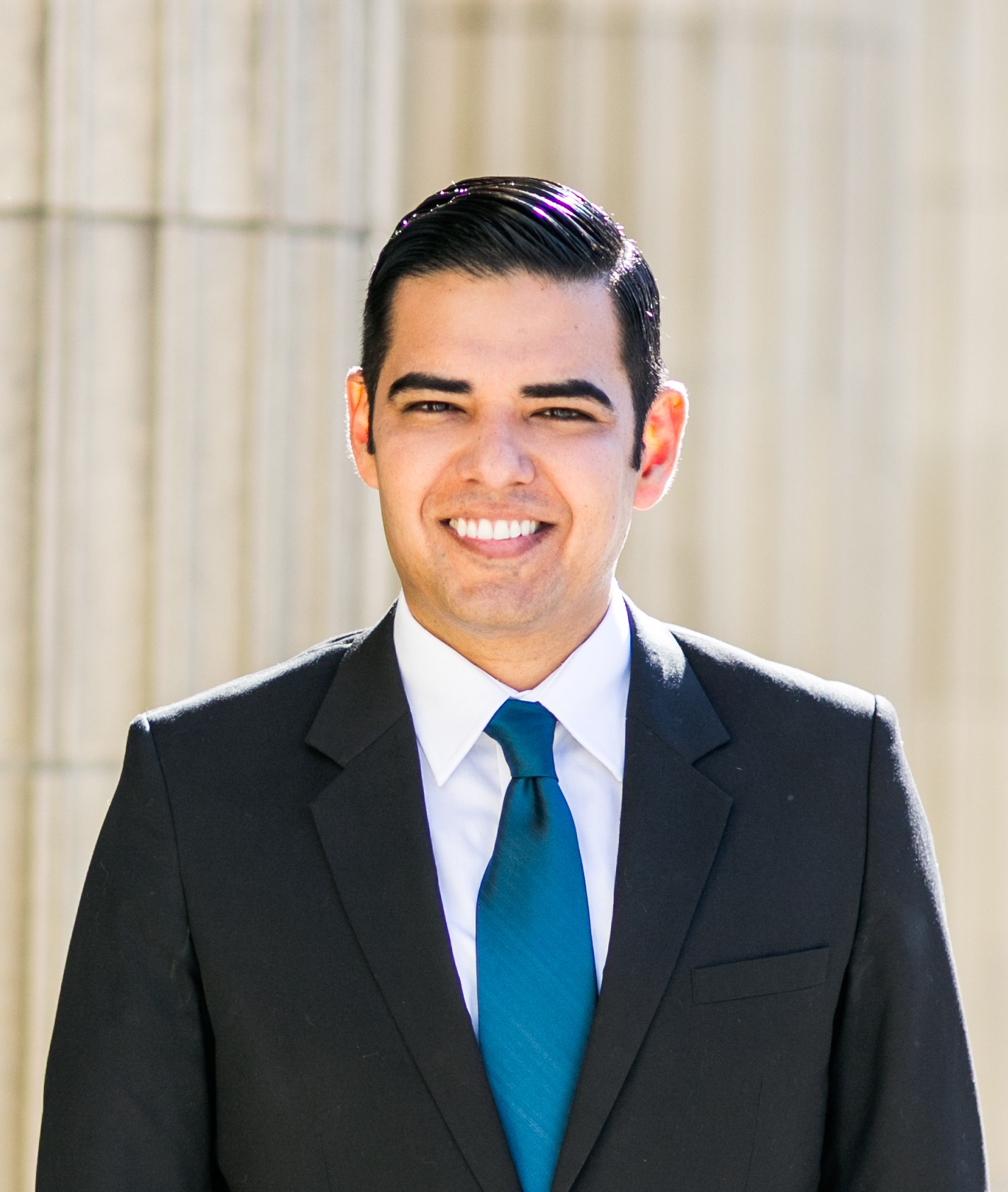
Robert Garcia nel 2013

In seguito all'annuncio del ritiro del sindaco in carica, Garcia si candidò per la carica nelle elezioni del 2014. Al primo turno si classificò al primo posto in un campo che contava dieci candidati; vinse poi il ballottaggio contro l'avversario Damon Dunn con il 52% delle preferenze, venendo eletto così sindaco. Fu riconfermato per un secondo mandato nel 2018, raccogliendo circa l'80% dei voti. Robert Garcia fu il più giovane sindaco mai eletto a Long Beach, nonché il primo latinoamericano e il primo gay a rivestire la carica.
Nel corso dei suoi primi cento giorni da sindaco, Garcia si impegnò a riempire i posti vacanti all'interno delle commissioni cittadine; nominò oltre sessanta commissari, perlopiù donne. Le sue politiche furono concentrate soprattutto sullo sviluppo economico, la sicurezza pubblica e le infrastrutture; fu inoltre autore di una misura per limitare il numero di mandati possibili per un sindaco. Promosse il Project Labor Agreement, un accordo interistituzionale per favorire la creazione di posti di lavoro su progetti di edilizia locale: in seguito alla sua approvazione, vennero avviati oltre venticinque progetti per un valore complessivo di 146 milioni di dollari. Aprì inoltre il centro congressi della città per i minori stranieri non accompagnati che arrivavano al confine.
Sottoscrisse inoltre il Global Covenant of Mayors, un patto globale finalizzato alla riduzione delle emissioni di gas serra e alla resistenza rispetto al cambiamento climatico. La città di Long Beach sviluppò così il suo primo piano d'azione e adattamento al clima (CAAP), attraverso il quale venne firmato un accordo con oltre trenta aziende locali per contribuire a ridurre il loro impatto ambientale. Durante il mandato di Garcia come sindaco, il porto di Long Beach aderì al Clean Air Action Plan e in città vennero vietati il polistirolo, le cannucce e i sacchetti di plastica.
Sostenitore dell'assistenza sanitaria come diritto umano fondamentale, nel 2020 formò assieme alla sindaca di Oakland Libby Schaaf Mayors 4 Medicare, una coalizione di sindaci dedicata a garantire l'accesso all'assistenza sanitaria per tutti i cittadini statunitensi.

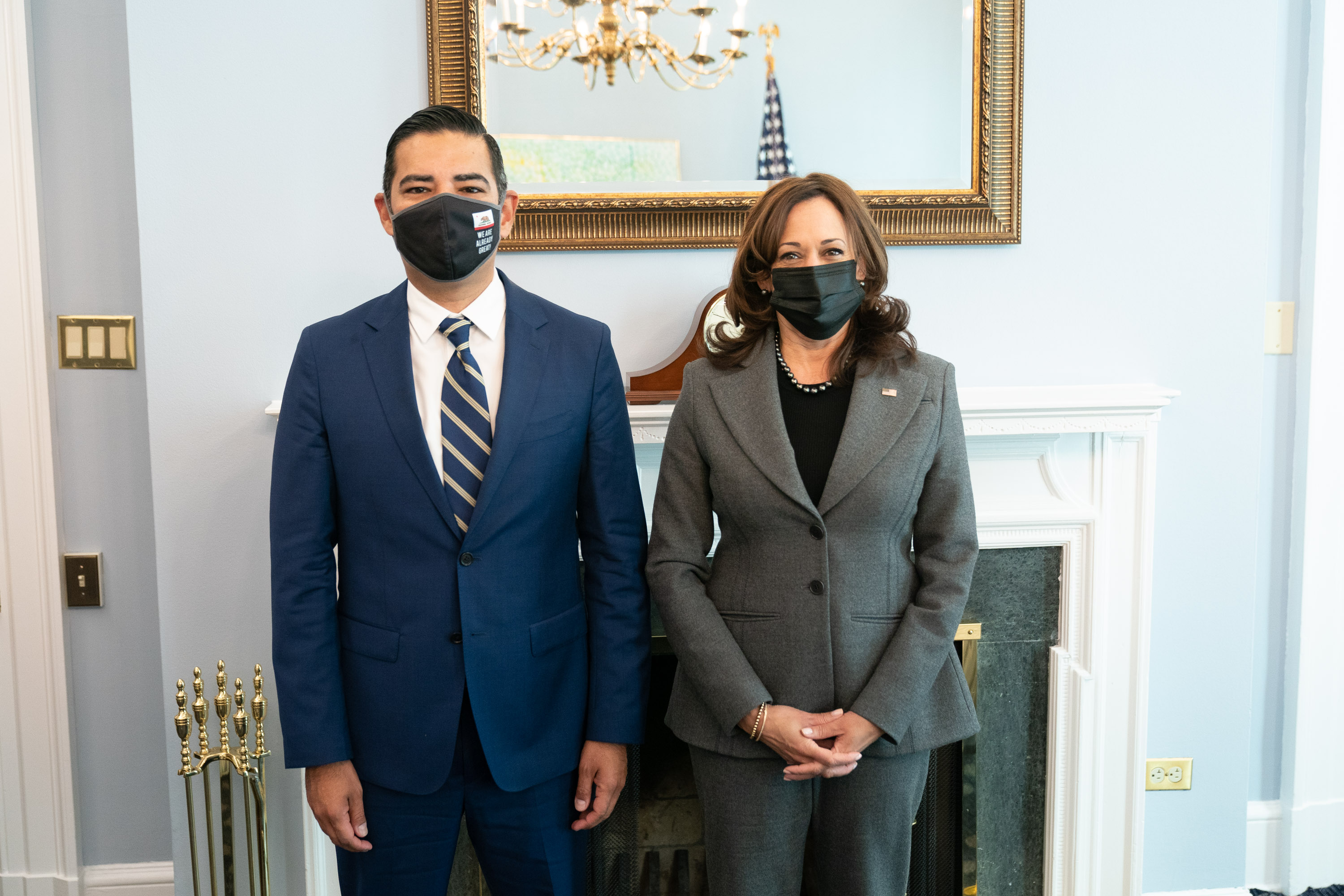
Robert Garcia con Kamala Harris nel 2021

Nel 2018 appoggiò la candidatura di Gavin Newsom per la carica di governatore della California. Due anni più tardi, insieme a Newsom e alla deputata Barbara Lee fu co-presidente della campagna di Kamala Harris per le presidenziali del 2020; quando la Harris si ritirò dalla competizione, Garcia sostenne Joe Biden. Negli anni successivi restò comunque un alleato politico della Harris, che lo supportò nelle campagne elettorali; Garcia appoggiò poi la campagna di Kamala Harris per le presidenziali del 2024.
Nel 2022, Garcia si candidò alla Camera dei Rappresentanti per un distretto congressuale riconfigurato, che comprendeva parti dei territori fino ad allora rappresentati dai deputati Alan Lowenthal e Lucille Roybal-Allard, i quali avevano annunciato il proprio pensionamento. Garcia si aggiudicò le primarie con il 46,7% dei voti e successivamente vinse anche le elezioni generali con un margine di quasi trentasette punti sull'avversario. Robert Garcia divenne il primo immigrato omosessuale ad essere eletto deputato. Prestò giuramento portando una foto di sua madre e del suo patrigno, morti a causa del COVID-19, insieme ad un raro fumetto in cui compariva per la prima volta il personaggio di Superman, che Garcia menzionò come un suo personale riferimento di verità e giustizia.
Robert Garcia fu uno dei deputati maggiormente impegnati nella mozione di espulsione di George Santos dalla Camera; Garcia pronosticò che la risoluzione sarebbe stata approvata in maniera schiacciante, cosa che avvenne in una votazione che terminò 311-114.
Pur mantenendo generalmente buoni rapporti con i colleghi repubblicani, definì la deputata Marjorie Taylor Greene "un imbarazzo nazionale".
Si espresse a favore dell'istituzione di un rappresentante LGBTQ+ in seno al Dipartimento di Stato per "garantire che, indipendentemente da chi sia il presidente, la politica ufficiale degli Stati Uniti sia quella di difendere la comunità LGBTQ+". Affermò inoltre che "Il Congresso necessita di più omosessuali radicali". Si oppose alle iniziative repubblicane per bandire gli spettacoli delle drag queen, definendoli "un'importante forma d'arte".

### Controversie

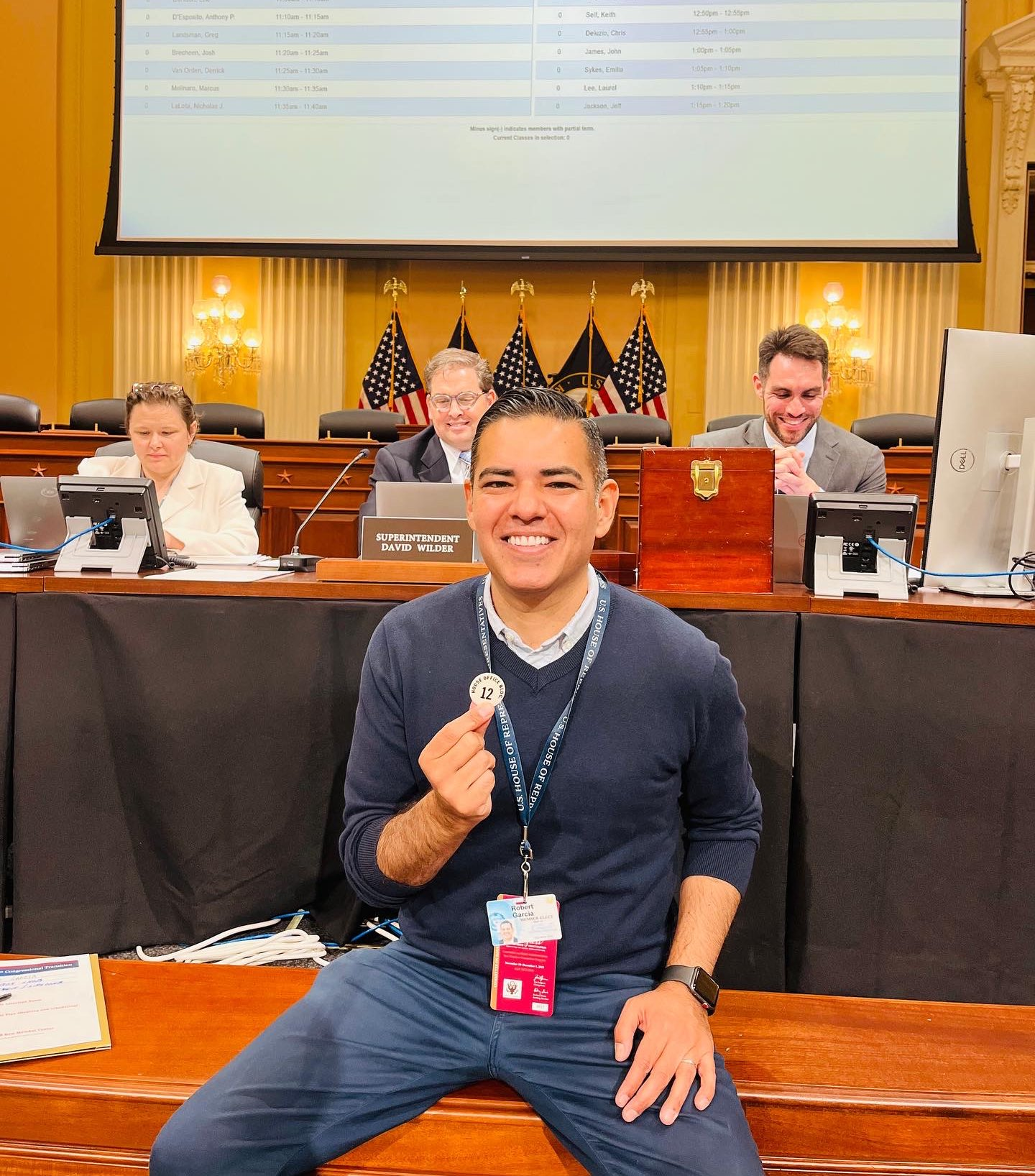
Robert Garcia nel 2022

Garcia vendette il suo sito Long Beach Post a Cindy Allen, per la cui ditta ETA Advertising egli aveva lavorato in qualità di direttore delle pubbliche relazioni. La ditta eseguì quasi 11.000 dollari per la campagna elettorale di Garcia, mentre il comune imponeva un limite ai finanziamenti pari a 800 dollari. L'ETA Advertising ricevette numerosi contratti comunali dopo che Garcia divenne sindaco e la stessa Cindy Allen si candidò al consiglio comunale, venendo sostenuta da Garcia.
Altre polemiche emersero quando fu reso pubblica la precedente affiliazione di Robert Garcia al Partito Repubblicano. In gioventù, infatti, era stato impegnato nella campagna elettorale di George W. Bush per le presidenziali del 2000 e nel 2005 aveva fondato la sezione dei Giovani Repubblicani di Long Beach, descrivendosi come socialmente liberale e fiscalmente conservatore. Garcia fu inoltre impiegato come assistente del vicesindaco repubblicano Frank Colonna e ne gestì la candidatura infruttuosa alle elezioni municipali del 2006.
Garcia passò al Partito Democratico nel 2007, l'anno prima di candidarsi al consiglio comunale per un distretto a larga maggioranza democratica. Dichiarò come lui e la sua famiglia avessero aderito al Partito Repubblicano subito dopo aver ottenuto la cittadinanza statunitense, ammirando la riforma per l'immigrazione dell'allora Presidente Ronald Reagan.
Mentre era in corsa per la carica di sindaco, Garcia dichiarò alla stampa di non essere interessato alla politica ai tempi del college e che le voci secondo cui aveva lavorato per la campagna di Bush fossero false, ma il giornale smentì le sue parole. All'epoca dei fatti, nel 2000, il Daily Bruin scriveva che Garcia "ha ottenuto il lavoro di coordinatore della California Youth Coalition per la campagna Bush-Cheney scrivendo lettere al loro quartier generale nazionale ad Austin e recandosi negli uffici locali del Partito Repubblicano offrendosi volontario per aiutare a eleggere Bush".